# ジョニー・ロー
ジョニー・ロー（Johnny Roe、1938年3月26日 - 2017年4月23日）は、アイルランドの元騎手。
1950年代初頭に見習い騎手からキャリアをスタートさせ、最初は南ローデシア（現・ジンバブエ）で騎乗し、その後に母国・アイルランドに戻る。9度のチャンピオンジョッキー（1963年、1964年、1966年 - 1968年、1971年 - 1974年）を獲得し、特に1972年は87勝を挙げる。1964年にRoyal Danseuseでアイリッシュ1000ギニー、1967年にPampalinaでアイリッシュオークス、1975年にNocturnal Spreeで1000ギニーステークスを制覇。1971年にはナショナルステークスで後の英ダービー馬・ロベルトに騎乗し、勝利に導いた。1975年、1978年、1979年には香港・ハッピーバレー競馬場で行われた国際騎手招待競走「インターナショナルインビテーションカップ」に参戦    。1980年引退。
2017年4月23日、ダブリンで死去。享年79歳。